# Dustin Nguyễn
Pour le dessinateur de comics, voir Dustin Nguyen (comics).
Pour l’article homonyme, voir Nguyen.
Dustin Nguyễn, de son nom de naissance Nguyên Xuân Trí est un acteur, scénariste, réalisateur et producteur vietnamien, né le 17 septembre 1962 à Saïgon, Viêt Nam. Il est surtout connu pour ses rôles de Harry Truman Ioki dans 21 Jump Street et Johnny Loh dans V.I.P..

## Biographie
Sa mère My Le est une actrice et danseuse et son père Xuan Phat est un acteur, scénariste et producteur du Sud-Viêtnam. Sa famille et lui quittèrent le Viêtnam en 1975, lors de l'offensive du Viêt Công et de l'armée nord-vietnamienne.
Ils arrivèrent à Guam, puis furent déplacés dans un camp de réfugiés à Fort Chaffee en Arkansas aux États-Unis. Grâce à l'aide d'une église méthodiste, ils furent relogés à Kirkwood, une banlieue de Saint-Louis (Missouri). Après cela, Nguyen fut diplômé de la Santiago High School à Garden Grove en Californie.
Il est primé du Cerf-volant d'or du meilleur acteur pour le film The Legend Is Alive en mars 2009.
Nguyen pratique les arts martiaux comme le Muay Thai, Tae Kwon Do, l'Eskrima et le Jeet Kune Do.

## Vie privée
Après un accident de voiture le 3 septembre 2001, Angela Rockwood-Nguyen, la femme de Dustin Nguyen, devint paraplégique et l'actrice Thuy Trang  qui jouait Trini, la toute première Power Ranger jaune, meurt à l'âge de 27 ans. Elle ne portait pas sa ceinture de sécurité. L'épisode 36 de Power Rangers : La Force du temps (Circuit Unsure/La Défaillance) lui est dédié. Après cet accident Nguyen et sa femme devinrent très actifs dans l'association The Christopher and Dana Reeve Paralysis Ressource Center.

## Filmographie
- 1985 : Magnum : Norodom Anamut (villageois thaï) dit "Jo" (saison 5 épisodes 15 et 16)
- 1986 : Agence tous risques : Bobby (saison 5 épisode 9)
- 1987-1991 : 21 Jump Street : officier Harry Truman Ioki (série télévisée)
- 1992 : Rapid fire : Paul Yang
- 1993 : Arabesque : David Quan (saison 10 épisode 1)[réf. nécessaire]
- 1994 : Higlander : Jimmy Sang : David Quan  [réf. nécessaire]
- 1994-1995 : SeaQuest, police des mers (SeaQuest DSV) : chef William Shan (série télévisée)
- 1998-2002 : V.I.P. : Johnny Loh (série télévisée)
- 2005 : Little Fish : Jonny Nguyen
- 2007 : The Rebel
- 2008 : Huyen Thoai Bat Tu
- 2012 : Popular Dysfunctions : Commande Chitt
- 2014 : The Gauntlet : Jin Soo
- 2014 : 22 Jump Street de Phil Lord et Chris Miller : Jésus coréen
- 2015 : L'Homme aux poings de fer 2 (The Man with the Iron Fists 2) de Roel Reiné
- 2015 : Zero Tolerance de Wych Kaosayananda
- 2015 : Jackpot de lui-même
- 2018 : This Is Us : Bao (saison 3 épisode 7)
- 2019 : Warrior : Zing (série télévisée)
- 2022 : 47 Ronin - Le Sabre de la vengeance de Ron Yuan : Nikko
- 2023 : The Accidental Getaway Driver de Sing J. Lee :
- 2025 : Dope Thief : Son Pham (mini-série)

## Récompenses et Nominations
- Cerf-volant d'or du Meilleur Acteur pour le film Huyen Thoai Bat Tu en mars 2009[1],[2].